# Benjamin Ungar
Benjamin Ungar (New York, 19 gennaio 1986) è uno schermidore statunitense, specializzato nella sciabola e nella spada.

## Palmarès
In carriera ha conseguito i seguenti risultati:
- Mondiali di scherma

Parigi 2010: argento nella spada a squadre.
- Giochi Panamericani:

Rio de Janeiro 2007: oro nella sciabola a squadre e bronzo nella spada a squadre.